# Halowe Mistrzostwa Europy w Lekkoatletyce 2019 – bieg na 3000 m mężczyzn
Bieg na 3000 metrów mężczyzn – jedna z konkurencji biegowych rozgrywanych podczas halowych lekkoatletycznych mistrzostw Europy w hali Emirates Arena w Glasgow.

## Terminarz
| Data    | Godzina |            |
| ------- | ------- | ---------- |
| 1 marca | 13:20   | Eliminacje |
| 2 marca | 19:47   | Finał      |

## Statystyka

### Rekordy
Tabela prezentuje halowy rekord świata, rekord Europy w hali, rekord halowych mistrzostw Europy, a także najlepsze osiągnięcia w hali w Europie i na świecie w sezonie 2019 przed rozpoczęciem mistrzostw.
|                                               | Zawodnik        | Wynik   | Miejsce   | Data                  |
| --------------------------------------------- | --------------- | ------- | --------- | --------------------- |
| Rekord świata                                 | Daniel Komen    | 7:24,90 | Budapeszt | 6 lutego 1998(dts)    |
| Rekord Europy                                 | Sergio Sánchez  | 7:32,41 | Ateny     | 13 lutego 2010(dts)   |
| Rekord mistrzostw Europy                      | Ali Kaya        | 7:38,42 | Praga     | 7 marca 2015(dts)     |
| Najlepszy wynik na świecie w 2019 roku (hala) | Hagos Gebrhiwet | 7:37,41 | Boston    | 26 stycznia 2019(dts) |
| Najlepszy wynik w Europie w 2019 roku (hala)  | Adel Mechaal    | 7:45,56 | Boston    | 26 stycznia 2019(dts) |

### Najlepsze wyniki w Europie
Poniższa tabela przedstawia 10 najlepszych rezultatów na Starym Kontynencie w sezonie 2019 przed rozpoczęciem mistrzostw.

W zestawieniu nie ujęto rosyjskich lekkoatletów zawieszonych z powodu afery dopingowej.
| Pozycja | Zawodnik           | Reprezentacja   | Wynik   | Data                | Miejsce   |
| ------- | ------------------ | --------------- | ------- | ------------------- | --------- |
| 1.      | Adel Mechaal       | Hiszpania       | 7:45,56 | 26 stycznia(dts) br | Boston    |
| 2.      | Andrew Butchart    | Wielka Brytania | 7:46,50 | 26 stycznia(dts) br | Boston    |
| 3.      | Antonio Abadía     | Hiszpania       | 7:47,60 | 18 stycznia(dts) br | Walencja  |
| 4.      | Chris O’Hare       | Wielka Brytania | 7:47,78 | 26 stycznia(dts) br | Boston    |
| 5.      | Jesús Gómez        | Hiszpania       | 7:48,76 | 18 stycznia(dts) br | Walencja  |
| 6.      | Sam Parsons        | Niemcy          | 7:49,16 | 26 stycznia(dts) br | Nowy Jork |
| 7.      | Filip Ingebrigtsen | Norwegia        | 7:49,73 | 10 lutego(dts) br   | Rud       |
| 8.      | Djilali Bedrani    | Francja         | 7:50,84 | 6 lutego(dts) br    | Sabadell  |
| 9.      | Yoann Kowal        | Francja         | 7:50,97 | 6 lutego(dts) br    | Sabadell  |
| 10.     | Sergio Jiménez     | Hiszpania       | 7:51,55 | 6 lutego(dts) br    | Sabadell  |

Pogrubioną czcionką oznaczono zawodników, którzy wystartowali na mistrzostwach.

## Rezultaty

### Eliminacje
Rozegrano 2 biegi eliminacyjne, do których przystąpiło 34 biegaczy. Awans do finału dawało zajęcie jednego z pierwszych czterech miejsc w swoim biegu (Q). Skład finału uzupełniło czterech zawodników z najlepszymi czasami wśród przegranych (q).
Opracowano na podstawie materiału źródłowego.
| Poz. | Bieg | Zawodnik                 | Reprezentacja                      | Czas    | Uwagi    |
| ---- | ---- | ------------------------ | ---------------------------------- | ------- | -------- |
| 1.   | 1    | Jakob Ingebrigtsen       | Norwegia                           | 7:51,20 | Q, ERU20 |
| 2.   | 1    | Andrew Butchart          | Wielka Brytania                    | 7:51,28 | Q        |
| 3.   | 1    | Djilali Bedrani          | Francja                            | 7:51,30 | Q        |
| 4.   | 1    | Amos Bartelsmeyer        | Niemcy                             | 7:51,35 | q        |
| 5.   | 1    | Jimmy Gressier           | Francja                            | 7:51,45 | q,       |
| 6.   | 1    | Jonas Leandersson        | Szwecja                            | 7:51,47 | q,       |
| 7.   | 1    | Sam Atkin                | Wielka Brytania                    | 7:52,12 | q,       |
| 8.   | 2    | Chris O’Hare             | Wielka Brytania                    | 7:53,39 | Q        |
| 9.   | 2    | Henrik Ingebrigtsen      | Norwegia                           | 7:53,80 | Q        |
| 10.  | 1    | Florian Orth             | Niemcy                             | 7:54,59 | q        |
| 11.  | 2    | Yoann Kowal              | Francja                            | 7:55,42 | Q        |
| 12.  | 2    | Sam Parsons              | Niemcy                             | 7:55,60 | Q        |
| 13.  | 1    | Topi Raitanen            | Finlandia                          | 7:55,71 | PB       |
| 14.  | 2    | Seán Tobin               | Irlandia                           | 7:56,27 | SB       |
| 15.  | 2    | Mike Foppen              | Holandia                           | 7:57,55 |          |
| 16.  | 2    | Robin Hendrix            | Belgia                             | 7:58,14 |          |
| 17.  | 1    | Artur Bossy              | Hiszpania                          | 7:58,46 |          |
| 18.  | 2    | Benjamin Kovács          | Węgry                              | 7:59,89 |          |
| 19.  | 1    | Jegor Nikołajew          | Autoryzowani lekkoatleci neutralni | 8:88,71 |          |
| 20.  | 1    | Per Svela                | Norwegia                           | 8:02,62 |          |
| 21.  | 2    | Sergio Jiménez           | Hiszpania                          | 8:03,58 |          |
| 22.  | 2    | Suldan Hassan            | Szwecja                            | 8:05,08 |          |
| 23.  | 1    | Hlynur Andrésson         | Islandia                           | 8:06,97 |          |
| 24.  | 2    | David Palacio            | Hiszpania                          | 8:07,61 |          |
| 25.  | 2    | Andreas Vojta            | Austria                            | 8:09,72 |          |
| 26.  | 2    | Uģis Jocis               | Łotwa                              | 8:09,97 | SB       |
| 27.  | 2    | Benjamin Rainero de Haan | Holandia                           | 8:11,57 |          |
| 28.  | 2    | Mitko Cenow              | Bułgaria                           | 8:12,45 |          |
| 29.  | 1    | John Travers             | Irlandia                           | 8:12,54 |          |
| 30.  | 2    | Harvey Gbson             | Gibraltar                          | 8:14,86 |          |
| 31.  | 1    | Bram Anderiessen         | Holandia                           | 8:18,30 |          |
| 32.  | 2    | Iwo Bałabanow            | Bułgaria                           | 8:20,31 |          |
| 33.  | 1    | Özdemir Ramazan          | Turcja                             | 8:20,52 |          |
| –    | 1    | Dario Iwanowski          | Macedonia Północna                 | DNF     |          |

### Finał
Opracowano na podstawie materiału źródłowego.
| Poz. | Zawodnik            | Reprezentacja   | Czas    |
| ---- | ------------------- | --------------- | ------- |
| 01 ! | Jakob Ingebrigtsen  | Norwegia        | 7:56,15 |
| 02 ! | Chris O’Hare        | Wielka Brytania | 7:57,19 |
| 03 ! | Henrik Ingebrigtsen | Norwegia        | 7:57,19 |
| 4.   | Djilali Bedrani     | Francja         | 7:58,40 |
| 5.   | Jonas Leandersson   | Szwecja         | 7:59,16 |
| 6.   | Amos Bartelsmeyer   | Niemcy          | 7:91,62 |
| 7.   | Jimmy Gressier      | Francja         | 8:00,89 |
| 8.   | Sam Atkin           | Wielka Brytania | 8:01,43 |
| 9.   | Yoann Kowal         | Francja         | 8:02,85 |
| 10.  | Andrew Butchart     | Wielka Brytania | 8:03,11 |
| 11.  | Florian Orth        | Niemcy          | 8:05,09 |
| 12.  | Sam Parsons         | Niemcy          | 8:05,83 |